# الميرستون لا فيك أفسي
بالميرستون لا فيك هو نادي كرة قدم أسترالي تم إنشاؤه في سنة 2008 الميلادية